# 안드로스섬 (바하마)

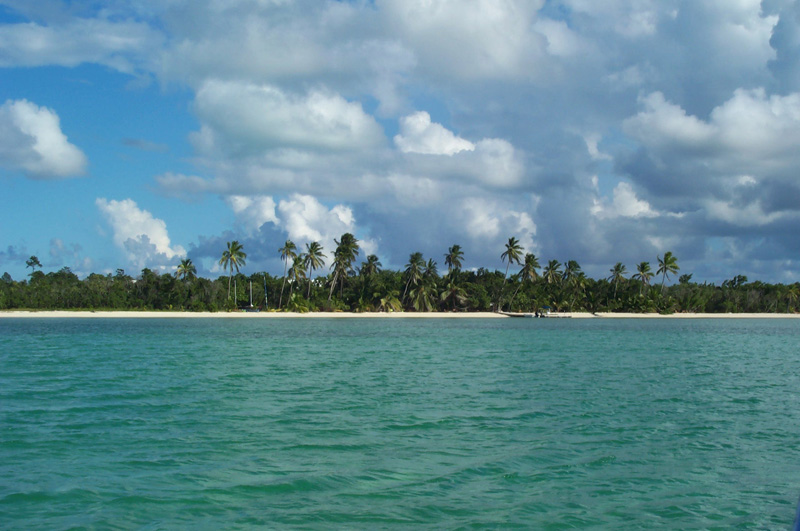
안드로스 섬

안드로스섬(Andros)은 서인도 제도 바하마에 있는 섬이다. 면적은 2,323km2로 바하마에서 가장 큰 섬이다. 뉴프로비던스섬 서쪽에 위치하고 있다.